# 老娘夠騷
《老娘夠騷》（英語：Soul）是1986年上映的一部香港追殺懸疑劇情片，由舒琪執導，葉德嫻、金燕玲、張學友、林姍姍等主演。本片榮獲第6屆香港電影金像獎最佳攝影。

## 劇情
平凡婦人葉薔（葉德嫻 飾）的丈夫李繼揚（姜大衛 飾）任職警察，一天毫無先兆地突然在警局跳樓自殺身亡。葉薔對他的死感到震驚，但更驚訝地發現自己的丈夫竟有一個台灣情婦（丁曉慧 飾）和一個四歲的私生子小龍（顏正傑 飾）。情婦慘遭毒手，而葉薔與小龍也離奇被人四處追殺......

## 角色
| 演員   | 角色            | 備註                        |
| 葉德嫻 | 葉薔／Girl Girl | 李繼揚之妻                  |
| 金燕玲 | Gi Gi           |                             |
| 張學友 | 張樂友          |                             |
| 林姍姍 | 姍姍            |                             |
| 陳國新 | 李偉威          | 杀手                        |
| 姜大衛 | 李繼揚          | 警察，在警署墮樓身亡        |
| 侯孝賢 | Boy Boy         | 葉薔之昔日戀人              |
| 柯一正 | 一哥            | 警司                        |
| 丁曉慧 | 台灣女人        | 李繼揚之情婦                |
| 何啟南 | 阿添            |                             |
| 顏正傑 | 李小龍          | (童星) 李繼揚與情婦之私生子 |
| 文隽   | 保險經紀        |                             |

## 花絮
- 導演舒琪認為在香港請人演出反派演員不理想，因為熟悉的面孔一出場，觀眾便猜到是奸角；故此，舒琪找來了去年在電影節認識的兩位台灣新銳導演侯孝賢、柯一正客串本劇，飾演反派角色，為電影帶來多一分懸疑感和新鮮感。[7]

## 獎項
| 年份 | 頒獎典禮            | 獎項     | 名字   | 結果 |
| ---- | ------------------- | -------- | ------ | ---- |
| 1987 | 第6屆香港電影金像獎 | 最佳攝影 | 杜可風 | 獲獎 |

## 外部連結
- 香港影庫上《老娘夠騷》的資料（繁體中文）
- 開眼電影網上《陌生丈夫》的資料（繁體中文）
- 时光网上《老娘夠騷》的資料（简体中文）
- 豆瓣电影上《老娘夠騷》的資料 （简体中文）
- AllMovie上《老娘夠騷》的资料（英文）
- 互联网电影数据库（IMDb）上《老娘夠騷》的资料（英文）